# Pakistanische Cricket-Nationalmannschaft in Indien in der Saison 1998/99
Die Tour der pakistanischen Cricket-Nationalmannschaft nach Indien in der Saison 1998/99 fand vom 29. Januar bis zum 7. Februar 1999 statt. Die internationale Cricket-Tour war Bestandteil der Internationalen Cricket-Saison 1998/99 und umfasste zwei Tests. Die Serie endete 1–1 unentschieden.

## Vorgeschichte
Indien bestritt zuvor eine Tour in Neuseeland, Pakistan eine Tour gegen Simbabwe.
Das letzte Aufeinandertreffen der beiden Mannschaften fand in der Saison 1989/90 in Pakistan statt.

## Stadien
Die folgenden Stadien wurden für die Tour als Austragungsort vorgesehen.
| Stadion                   | Stadt   | Kapazität | Spiele  |
| ------------------------- | ------- | --------- | ------- |
| M. A. Chidambaram Stadium | Chennai | 46.000    | 1. Test |
| Feroz Shah Kotla          | Delhi   | 48.000    | 2. Test |

## Kaderlisten
Die folgenden Kader wurden von den Mannschaften benannt.
| Test | Test |
| Indien | Pakistan |
| --- | --- |
| - Mohammad Azharuddin - Rahul Dravid - Sunil Joshi - Sourav Ganguly - Anil Kumble - VVS Laxman - Nayan Mongia - Venkatesh Prasad - Sadagoppan Ramesh - Harbhajan Singh - Javagal Srinath - Sachin Tendulkar | - Ijaz Ahmed - Inzamam-ul-Haq - Moin Khan - Mushtaq Ahmed - Nadeem Khan - Saeed Anwar - Saleem Malik - Saqlain Mushtaq - Shahid Afridi - Waqar Younis - Wasim Akram - Yousuf Youhana |

## Tour Matches

### ODI in Bangladesch
| 16. März Scorecard | Dhaka | Pakistan 293-7 (50)           | – | Bangladesch 141 (40.5) |
|                    |       | Pakistan gewinnt mit 152 Runs |   |                        |

## Tests

### Erster Test in Chennai
| 28. – 31. Januar Scorecard | Chennai | Pakistan 238 (79.5) & 286 (71.2) | – | Indien 254 (81.1) & 258 (95.2) |
|                            |         | Pakistan gewinnt mit 12 Runs     |   |                                |

### Zweiter Test in Delhi
| 4. – 7. Februar Scorecard | Delhi | Indien 252 (91.5) & 339 (113.4) | – | Pakistan 172 (64.3) & 207 (60.3) |
|                           |       | Indien gewinnt mit 212 Runs     |   |                                  |

Im vierten Innings erzielte der Inder Anil Kumble alle zehn Wickets bei 74 zugelassenen Runs. Er war damit nach dem Engländer Jim Laker, dem es bei der Ashes Tour 1956 gelang, erst der zweite Bowler, dem es gelang, alle 10 Wickets eines Innings in einem Test für seine Mannschaft zu erzielen.